# Paul Quassa
Paul Aarulaaq Quassa (Inuktitut ᐸᐅᓪ ᐊᐅᕐᑐᓗᐊᖅ ᖃᐊᓱ, * 12. Januar 1952 in Maniittuq, Iglulik, Nordwest-Territorien, heute: Nunavut) ist ein kanadischer Politiker im Territorium Nunavut, der unter anderem von 2017 bis 2018 Premierminister sowie zwischen 2020 und 2021 Sprecher der Legislativversammlung von Nunavut war.

## Leben
Paul Aarulaaq Quassa  hat während seiner Karriere eine Reihe von Ämtern innegehabt und vertrat in den 1980er Jahren die Tunngavik Federation of Nunavut bei Landanspruchsverhandlungen mit der Regierung Kanadas. Dieser Prozess führte 1993 zur historischen Unterzeichnung der Landanspruchsvereinbarung (Nunavut Land Claims Agreement), wobei er einer der offiziellen Unterzeichner dieses Abkommens in seiner Funktion als Präsident der Tunngavik Federation of Nunavut, die später zu Nunavut Tunngavik Incorporated (NTI) wurde, die gesetzliche Vertretung der Inuit von Nunavut für Zwecke der indigenen Vertragsrechte und Vertragsverhandlungen. Er war von 2000 bis 2002 Präsident von NTI und vertrat die Qikiqtani Inuit Association während ihrer Verhandlungen mit der Bergbauindustrie über das Vereinbarung über Auswirkungen und Vorteile für Inuit (Inuit Impact and Benefits Agreement) im Zusammenhang mit dem Eisenerzprojekt Mary River. Er später war unter anderem Vorsitzender der Planungskommission (Nunavut Planning Commission), einer öffentlichen Regierungsinstitution, die im Rahmen des Nunavut Land Claims Agreement gegründet wurde. Er war außerdem Mitglied des Verwaltungsrats der Geschäftskreditgesellschaft (Nunavut Business Credit Corporation) und des Nunavut Implementation Training Committee. Daneben übernahm er auch leitende Positionen bei der Inuit Broadcasting Corporation (IBC), Igloolik Isuma Productions, der Nunavut Film Development Corporation, CBC North und der Ajjiit Media Association. Des Weiteren war er Bürgermeister von Iglulik sowie Präsident des Gemeindeverbandes (Nunavut Association of Municipalities).
Bei der Wahl am 28. Oktober 2013 wurde Quassa im neu geschaffenen Wahlkreis „Aggu“ erstmals zum Mitglied der Legislativversammlung von Nunavut gewählt und gehört dieser nach seiner Wiederwahl am 30. Oktober 2017 bis zur Wahl am 25. Oktober 2021, bei der seine Schwägerin Joanna Quassa zur neuen Abgeordneten für den Wahlkreis „Aggu“ gewählt wurde. Während der vierten Legislaturperiode (2013 bis 2017) fungierte er als Regierungssprecher, Bildungsminister und zuständiger Minister für das Nunavut Arctic College, ein am 1. Januar 1995 gegründetes Community College, eine Art grundständiger Hochschulbildungseinrichtung, die im Allgemeinen zu einem Associate Degree, Zertifikat oder Diplom führt.
Nach der Wahl am 25. Oktober 2017 wurde Paul Quassa am 21. November 2017 als Nachfolger von Peter Taptuna vierter Premierminister von Nunavut. Bei der Wahl im Nunavut Leadership Forum konnte er sich dabei gegen Joe Savikataaq, Cathy Towtongie und Patterk Netser in einer geheimen Abstimmung durchsetzen. Diese Wahl wurde am 21. November von der Legislativversammlung bestätigt, in der Quassa vereidigt wurde. Er bekleidete das Amt des Premierministers bis zum 14. Juni 2018, als er ein Misstrauensvotum mit 16 zu drei Stimmen verlor. Die Mitglieder der Legislativversammlung versammelten sich daraufhin im Führungsforum, das in einer ersten Runde geheimer Abstimmung keinen der Kandidaten (Lorne Kusugak, Patterk Netser und Joe Savikataaq) zum neuen Premierminister wählte. In der zweiten Runde wurde Savikataaq gewählt, der Kusugak besiegte. Die Wahl wird dann von der Legislativversammlung bestätigt, woraufhin Savikataaq sein Amt als fünfter Premierminister des Territoriums antrat. Während seiner Amtszeit war er auch Minister für Exekutiv- und zwischenstaatliche Angelegenheiten, Minister für Angelegenheiten der Ureinwohner sowie zuständiger Minister für den Rat zur Überprüfung der Versorgungstarife (Utility Rates Review Council) und zuständiger Minister für Senioren.
Quassa wurde während der Sitzung des Nunavut Leadership Forum am 26. Februar 2020 als Nachfolger des aus familiären Gründen zurückgetretenen Simeon Mikkungwak zum Sprecher der Legislativversammlung gewählt und übernahm den Vorsitz offiziell bei der Sitzung des Hauses, die später am selben Tag stattfand. Er bekleidete das Amt bis zum Ende der fünften Legislaturperiode, woraufhin Tony Akoak zu Beginn der sechsten Legislaturperiode am 17. November 2021 vom Führungsforum zum neuen Parlamentspräsidenten gewählt wurde.
Aus seiner Ehe mit Elisapee Quassa gingen sechs Kinder hervor.